# Mercado de El Fontán
El Mercado de El Fontán, antes conocido como Mercado del 19 de octubre,  es la principal plaza cubierta de la ciudad asturiana de Oviedo (España). Se sitúa adosado a la Iglesia de San Isidoro.

## Historia
El actual edificio del mercado fue construido entre 1882 y 1885; diseñado por Javier Aguirre Iturralde y ubicado sobre el terreno en el que se encontraba el Colegio San Matías de la orden de los jesuitas. El espacio se conoce como plaza 19 de Octubre, título del que recibió en un principio su propio nombre el mercado. Recibe su actual nombre de la Plaza del Fontán, junto a esta, antiguo corral de comedias y lugar de celebración del tradicional mercado. 
En 1994 se rehabilita y se crea la empresa Mercado de El Fontán S.A., que se encarga de la gestión del mercado y el rastro. En su interior alberga numerosos puestos de productos frescos y locales hosteleros. Hoy en día la zona sigue albergando el rastro dominical. 
En su momento convivió con los otros dos mercados cubiertos de Oviedo: el Mercado de El Progreso (derribado a mediados del siglo XX) y el Mercado de Trascorrales ''La Pescadería''.

## Análisis artístico
En él prima la preocupación por los aspectos de ventilación e iluminación, atendiendo a los preceptos higienistas característicos de este tipo de construcciones; también la utilización de los nuevos materiales que, en este caso, se hacen más notorios que en el Mercado de Trascorrales, siendo los muros exteriores un reflejo de la estética interior; y la función particular de servir como paseo cubierto de la zona.
Lo que hace Javier Aguirre a la hora de proyectar el edificio es buscar la geometría del terreno e instalar las columnas que servirán para dar una idea espacial previa del mercado; el resultado es un edificio de planta cuadrada, al que se añade una parte norte de forma trapezoidal, justo en el tramo adosado a la Iglesia de San Isidoro. A partir de esto, coloca el resto de elementos, como los accesos, las zonas de circulación y la fuente. Además, teniendo en cuenta que este tipo de construcciones atienden normalmente a criterios racionalistas, se puede explicar el hecho de que los espacios internos en los que se divide la planta se vean reflejados al exterior en sección y en cubierta. Esta última sigue la idea propuesta por Cándido González en su Mercado de Trascorrales a la hora de elevar la parte central para ubicar en su perímetro esos vanos de ventilación e iluminación; la diferencia es que, en este caso, Javier Aguirre eleva varios cuerpos de la cubierta a distintas alturas, dando mayor complejidad a la misma.
En cuanto al cerramiento, podemos ver como sigue las ideas de la arquitectura racionalista, dividiendo las fachadas en módulos regulares, con un basamento de piedra, sobre el cual se ubican series de cuatro grandes vanos alargados que rematan en arcos de herradura, y que son enmarcados por finas columnas de orden jónico en hierro (el eclecticismo que se lleva a cabo en estos momentos en la ciudad se ve también reflejado en este tipo de construcciones); sobre todo ello se ubica un friso de chapas de hierro que soporta, a su vez, una cornisa que hace las veces de canalón.